# Tóth Tibor Pál
Tóth Tibor Pál, pályájának korai évtizedeiben Tóth Tibor  (Nagykanizsa, 1942. május 20.–) Munkácsy Mihály-díjas magyar belsőépítész, építész, bútortervező művész, Érdemes művész. A Magyar Művészeti Akadémia Iparművészeti és Tervezőművészeti Tagozatának tagja (2011).

## Életpályája
1960-ban gimnáziumi érettségi vizsgát tett, majd vasesztergályosnak tanult. 1963-1968 közt elvégezte az Iparművészeti Főiskola belsőépítész tervező művészeti szakát. Mesterei Jánossy György, Jurcsik Károly, Németh István, Szrogh György és Vass Antal voltak.
A diploma megszerzése után a Kanizsa Bútorgyárban kapott állást, ahol a széria bútortervezés vezető tervezője, majd művészeti gyártmányfejlesztési osztályvezető lett. A gyárnak tervezett bútorait rusztikus formavilág és letisztult szerkezeti kialakítás jellemezte. Mindezek mellett teljes belső berendezéseket tervezett szállodák, kórházak, irodaházak, üdülők, éttermek, vadászkastélyok számára. 1993-tól szabadfoglalkozású iparművész, főleg bútortervezéssel foglalkozik. 1997 óta a Nyugat-magyarországi Egyetem Alkalmazott Művészeti Intézetben oktat egyetemi magántanári beosztásban.
Budapesten él és alkot, már pályakezdő időszakától fogva aktív résztvevője az iparművészek, építészek egyesületi életének és szakmai tanácsadó testületeinek, köztük Magyar Építőművészek Szövetsége (MÉSZ), Magyar Építész Kamara, Magyar Képzőművészek és Iparművészek Szövetsége, Szerzői Jogi Szakértői Testület. 2002 óta a Magyar Alkotóművészek Országos Egyesületében (MAOE) a Belsőépítész Választmány tagja, az Iparművészeti Tagozat vezetőségi tagja. 2005- 2017 között a Magyar Belsőépítész Közhasznú Egyesület (MABE) elnökségének tagja. 2011 óta a Magyar Művészeti Akadémia rendes tagja.

## Kiállításai (válogatás)

### Egyéni
- 1978 • Művész az Iparban (Németh Éva textilművésszel) Magyar Iparművészeti Múzeum, Budapest

### Külföldi
- 1974-1975 • Moszkva, Jubileumi kiállítás
- 1978 • Riga, Artex Állami Külkereskedelmi Vállalat
- 1981 • Graz, Artex
- 1982-1983 • Párizs, Salon de la Fourniture, Artex
- 1985-1990 • Köln Möbelmesse, Artex
- 1986 • High Point (New Jersey), (USA), Artex

## Díjak, elismerések (válogatás)
- Iparművészeti Tanács Nagydíj (1974);
- BNV Nagydíj (1975);
- Kulturális Minisztérium Képzőművészeti Szövetség Nívódíja I. fokozat (1978);
- Munkácsy Mihály-díj (1979);
- BNV Vásár Nagydíj (1981);
- Ipari Formatervezési tanács pályázat Nívódíja (1982);
- Érdemes művész (1988);
- Pro Universitate Soproniensis kitüntetés (2002).